# Рябоконь Олександр Дмитрович
Олекса́ндр Дми́трович Рябоко́нь (нар. 21 лютого 1964, Київ) — український футболіст і футбольний тренер. У 2012—2022 роках очолював чернігівську «Десну», яка під його керівництвом посіла 4-е місце в чемпіонаті України та дебютувала в Лізі Європи. У 2019 році за роботу з «Десною» визнаний найкращим тренером Прем'єр-ліги. За даними Міжнародного центру спортивних досліджень посідає 12-те місце серед усіх футбольних тренерів світу за тривалістю роботи у своєму клубі. Учасник російсько-української війни.

## Життєпис
Вихованець ДЮСШ «Динамо» Київ. Виступав на позиції центрального захисника. В сезоні 1982 року виступав за чернігівську «Десну», у складі якої отримав срібну медаль чемпіонату УРСР серед команд другої ліги. У наступному сезоні, під час служби в армії, грав за київський СКА.
Після закінчення кар'єри гравця (1998) 2 роки працював асистентом головного тренера «Борисфена», а вже 2000 року обійняв посаду головного тренера команди. Після завершення сезону 2009/10 у першій лізі чернігівську «Десну», яку на той час тренував Рябоконь, було виключено з ПФЛ. Рябоконь з частиною гравців перейшли до «Львова».
Із 2012 року знову очолив чернігівську команду. 2017 року «Десна» посіла друге місце в першій лізі й здобула право вийти до прем'єр-ліги, однак клуб не пройшов атестацію. В 2018 році клуб все ж підвищився в класі і почав грати в Прем'єр-Лізі, де вже наступного сезону пробився в єврокубки, зайнявши 4 місце.
У 2022 році під час російсько-української війни записався до лав територіальної оборони Києва і взяв участь в очищенні Київської області від залишків російських окупаційних військ.

## Досягнення
Командні
- Срібний призер Чемпіонату Білорусі (2005)

Особисті
- Тренер року в Прем'єр-лізі за версією Всеукраїнського об'єднання тренерів з футболу: 2019[8].
- Найкращий тренер Першої ліги за версією ПФЛ: 2016/17[9].
- Тренер року в Першій лізі за версією Всеукраїнського об'єднання тренерів з футболу: 2017[10].
- Тренер місяця в Прем'єр-лізі: вересень 2019, березень 2020, червень 2020[11][12][13].